# Зулфикар
Зулфикар (на арабски: ذو الفقار) е изобразяван като меч с двойно острие върху мюсюлмански знамена и често се показва в изображенията на шиитите на Али и под формата на бижута, функциониращи като талисмани като ятаган.
Близкоизточните оръжия обикновено се изписват с цитат, в който се споменава Зулфикар, а мечовете от Близкия изток понякога се правят с разделен връх като препратка към оръжието.